# Eriopyga poliotis
Eriopyga poliotis là một loài bướm đêm trong họ Noctuidae.